# Ctenomys dorsalis
Ctenomys dorsalis és una espècie de mamífer rosegador histricomorf de la família dels ctenòmids endèmica del Paraguai.